# パテベビー

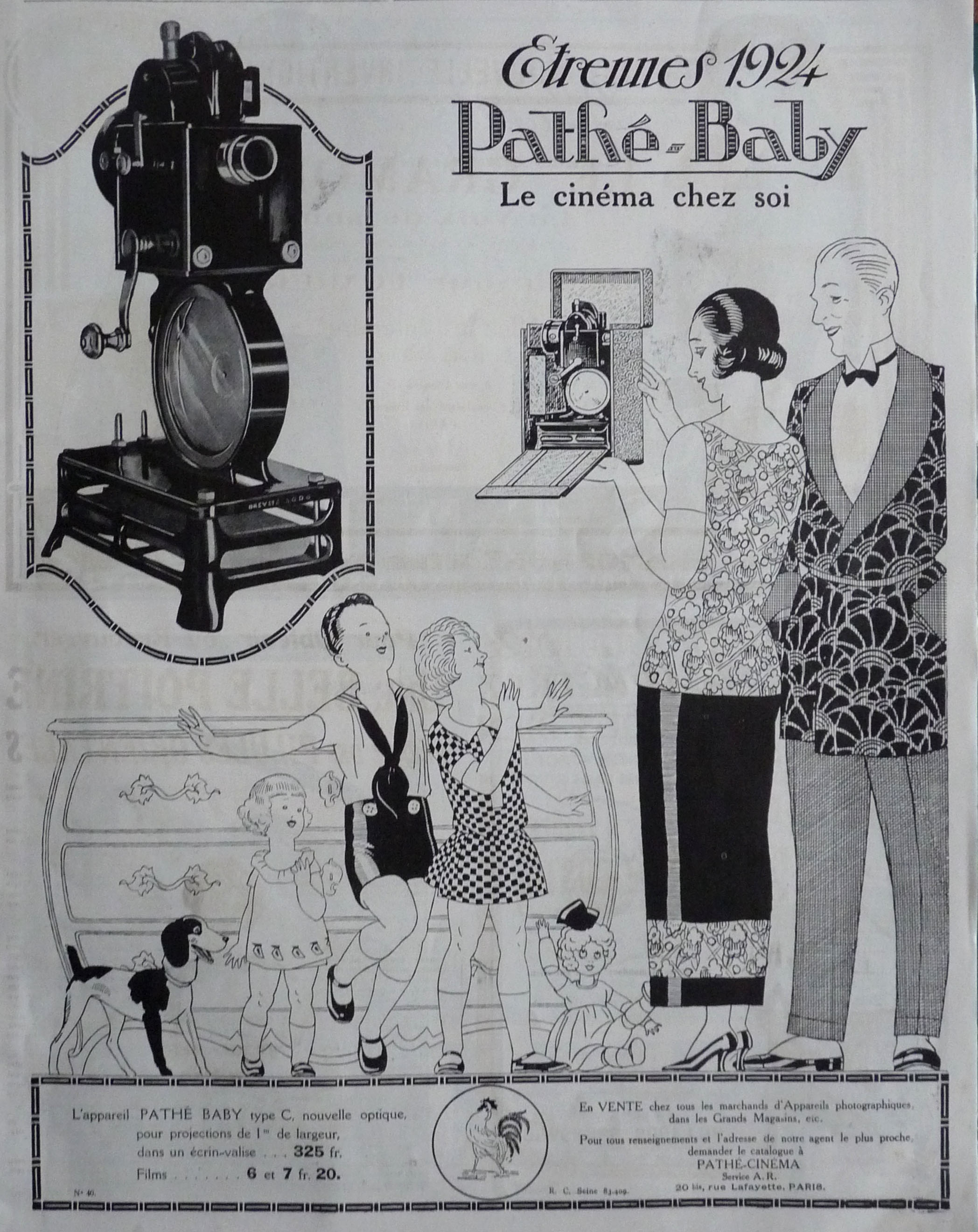
パテベビー映写機の広告（1923年）

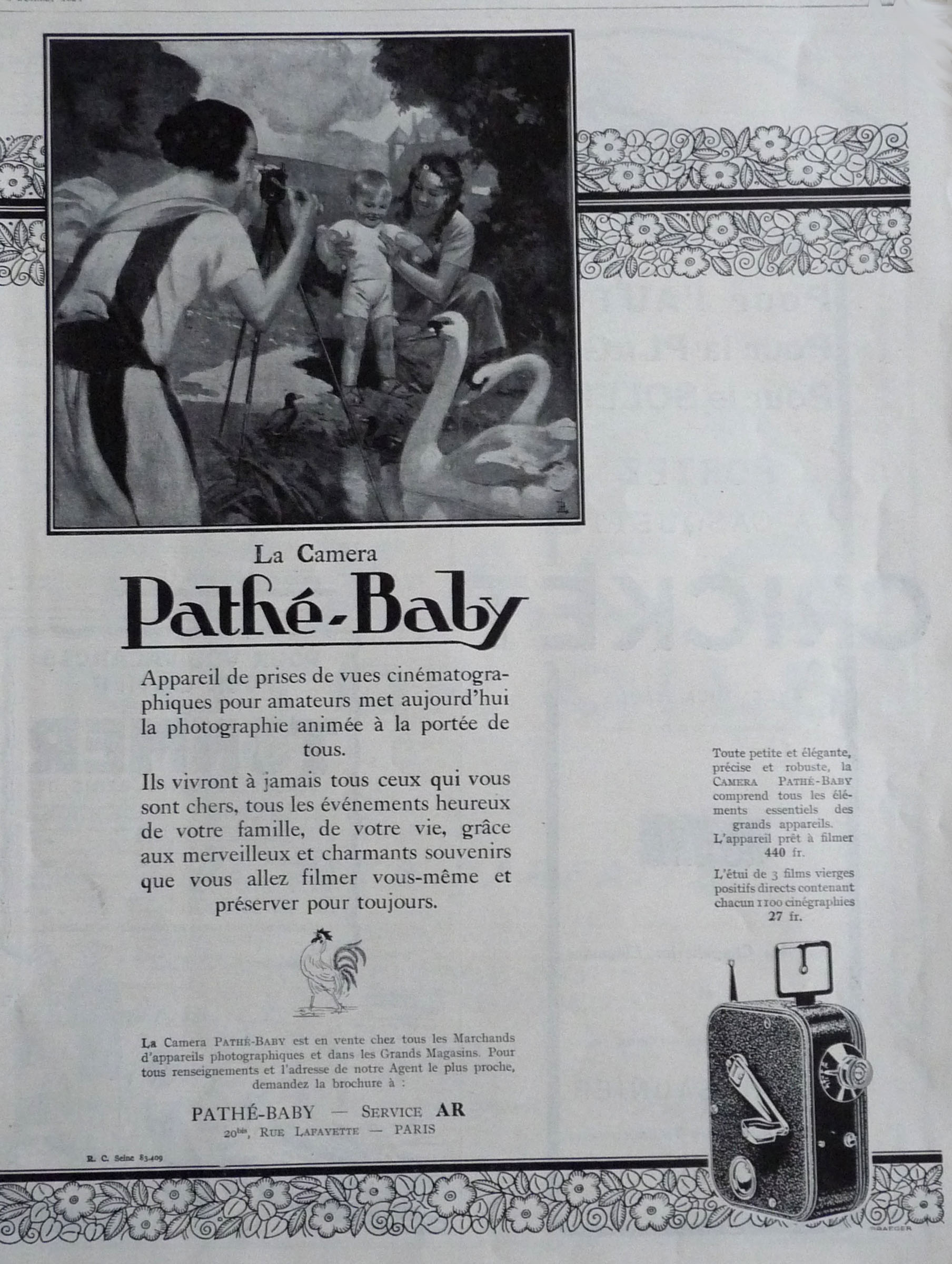
パテベビー撮影機の広告（1924年）

パテベビー（フランス語: Pathé-Baby、「小型のパテ」の意）は、1922年（大正11年）に発売された9.5mmフィルムによる、個人映画・家庭内上映向けのフィルム、撮影機、映写機のシステムである。フランスのパテ社が開発した。8mmフィルムが登場するまで、小型映画の主流をなした。

## 略歴・概要

### フランス
フランスでは、1922年にパテベビーが発表され、のちにさらに小型のパテキッド、手回し式を脱して電動でリールが回転するパテリュックス映写機を発売した。

### 日本
日本では、1923年（大正12年）、東京・日本橋の髙島屋東京支店が、その玩具売場で初めて発売するも、同年9月1日の関東大震災で高島屋が消失、翌1924年（大正13年）、東京・銀座の伴野文三郎商店（伴野は堀越商店の元パリ支店長。現在の伴野貿易）が5台のパテベビー映写機を輸入、改めて日本への導入が開始された。
その後、日本における小型映画は盛んになり、1927年（昭和2年）、初めての全国組織、日本アマチュア・シネマ・リーグが設立された。1929年（昭和4年）には、時事新報社主催、同リーグ協力により、パテベビーや16mmフィルム用撮影機によって撮影されたフィルムを集めた、初めての全国規模の個人映画コンテストが行われた。
家庭でのパテベビー撮影機・映写機の普及とともに、マキノ・プロダクション、松竹キネマ等の映画会社が劇場用映画を家庭向けの短縮版を製作、販売するようになる。このパテベビー短縮版は、太平洋戦争などによりほとんどが失われた戦前映画の貴重な復元素材として現在では活用されている。
伴野商店は、パテベビーのフィルムを映写できる国産の機材「アルマ映写機」を開発、1935年（昭和10年）には、名古屋のエルモ社が、16mmフィルムや8mmフィルムと互換性のある映写機を開発した。
1941年（昭和16年）に太平洋戦争が始まり、フィルムの入手が困難になり、1945年（昭和20年）の終戦後には、8mmフィルムのシステムに小型映画の主流をとって代わられることになる。